# Mira Fornay
Mira Fornay (cunoscută și sub numele de Mira Fornayová, n. 8 mai 1977, Bratislava, Cehoslovacia) este o regizoare de film și scenarist din Slovacia. 

## Biografie și carieră
Filmul ei, Câinele meu ucigaș, a câștigat premiul principal la Festivalul Internațional de Film de la Rotterdam din 2013.  Câinele meu ucigaș a câștigat în 2014 trei premii slovace Slnko v sieti, inclusiv pentru cel mai bun film, cel mai bun regizor și cel mai bun scenariu.
Filmul Câinele meu ucigaș a fost propunerea Slovaciei la Premiul Oscar pentru cel mai bun film străin, la a 86-a ediție, dar nu a fost nominalizat.

## Filmografie

### Ca regizoare
- A ja tancujem... (scurtmetraj, 1998)
- Prach (scurtmetraj, 1999)
- Hrám, ktoré sa hrávam (scurtmetraj, 1999)
- Ex-pozice (2001)
- Malá nesdělení (scurtmetraj, 2002)
- Alzbeta (scurtmetraj, 2004)
- Líštičky  (Vulpițe, 2009)[8]
- My Dog Killer  (Câinele meu ucigaș, 2013) - Premiul Tiger - Rotterdam 2013[9]

## Legături externe
- Mira Fornay la Internet Movie Database

## Vezi și
- Listă de regizori slovaci